# Pop Iwan Marmaroski
Pop Iwan Marmaroski (rum. Vârful Pop Ivan; ukr. Піп Іван Мармароський, Pip Iwan Marmarośkyj) – szczyt w Karpatach Wschodnich, położony w masywie marmaroskim. Przez szczyt przechodzi granica ukraińsko-rumuńska. Ma formę piramidalną, o stromych zboczach wschodnich i południowych. W górnych partiach pokryty połoniną, o dużym bogactwie flory.

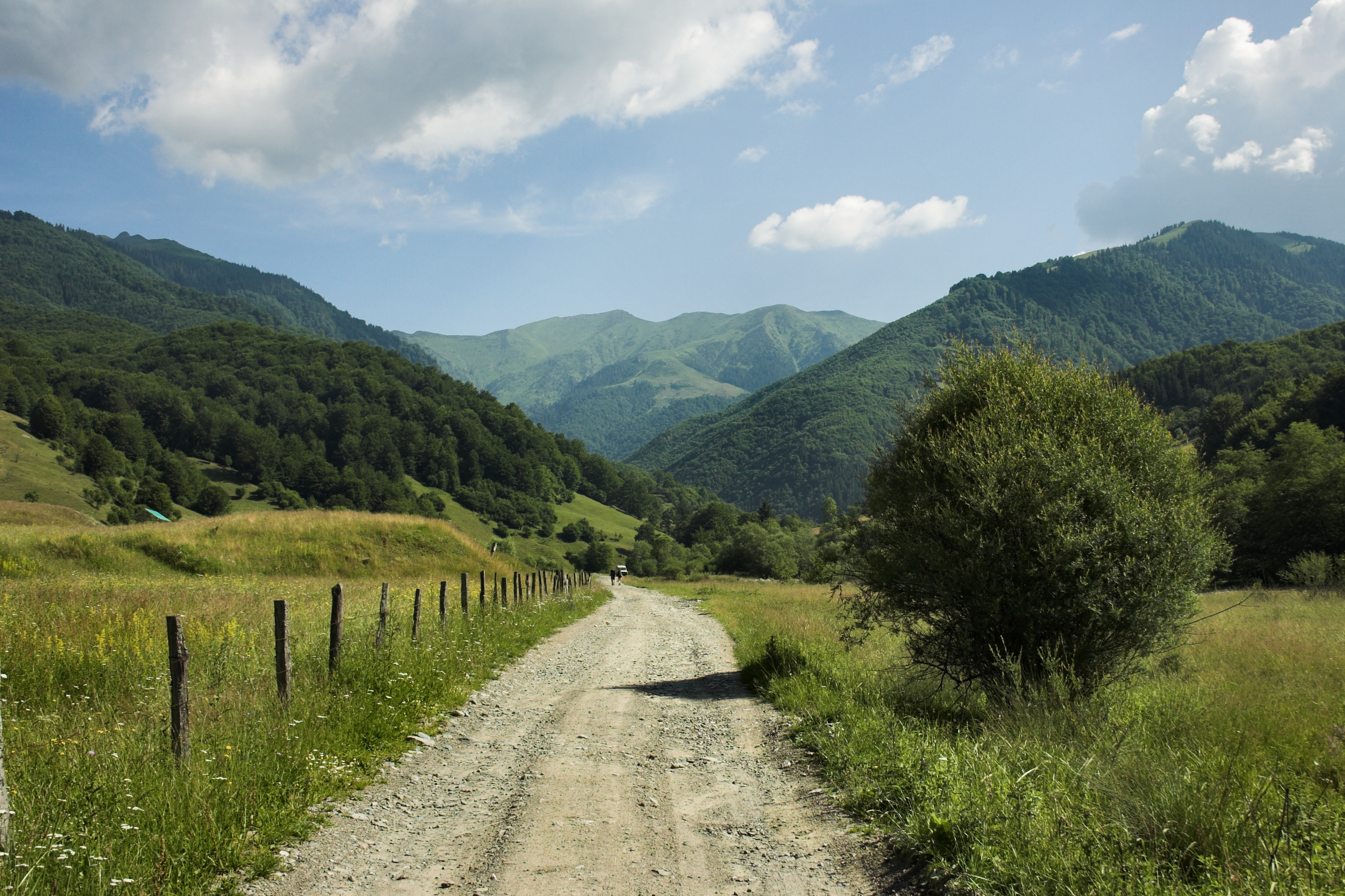
Pop Iwan widziany z okolic wsi Crasna Vișeului

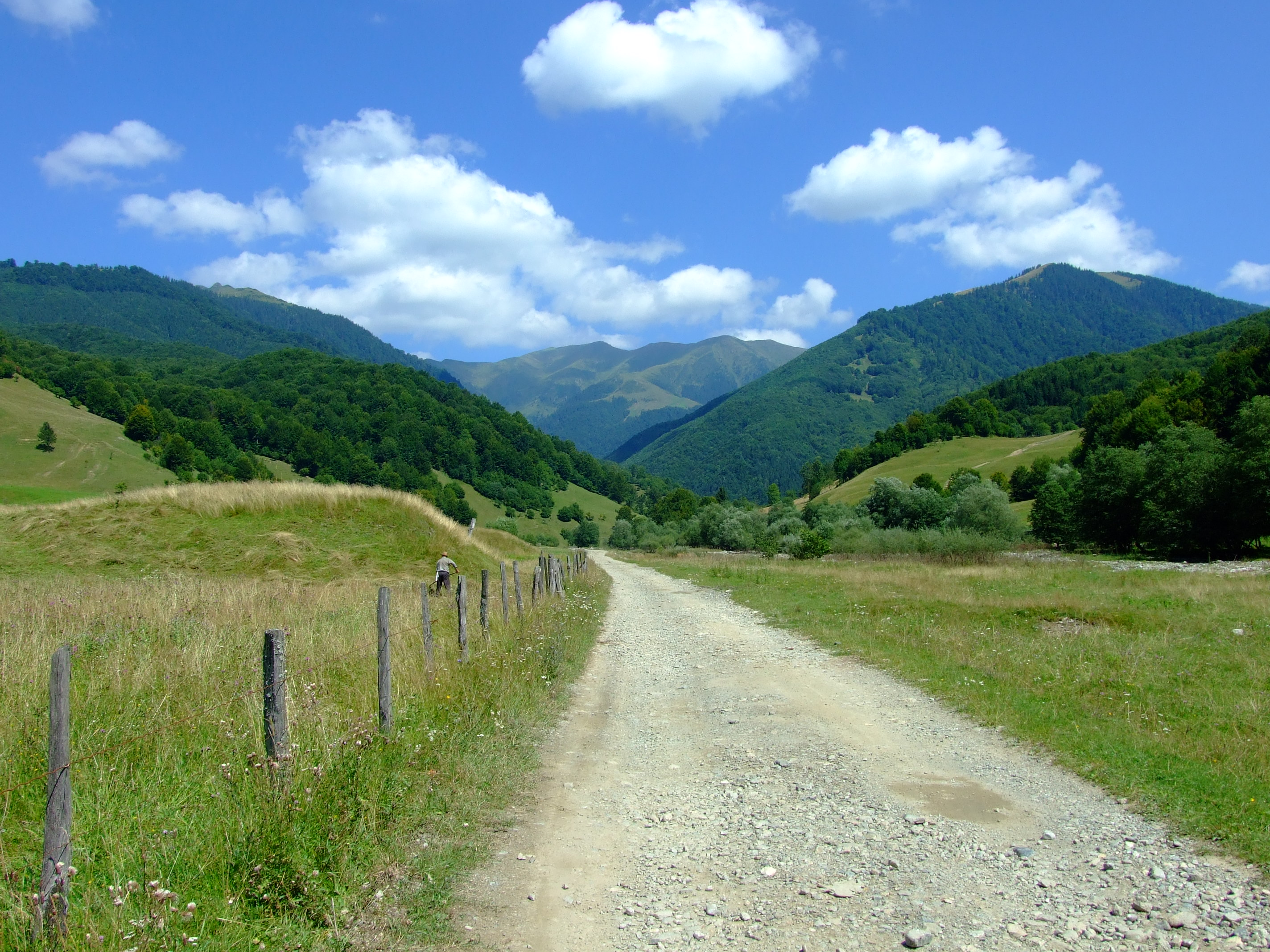